# Puntarenas
Puntarenas je největší a hlavní město stejnojmenné provincie v Kostarice. V roce 2018 zde žilo cca 77 tisíc obyvatel. Vládne zde tropické vlhké klima.

## Historie a původ názvu města
Poprvé místo objevil Gil González Dávila v roce 1522. Město sloužilo jako stěžejní přístav na kostarickém pobřeží Tichého oceánu.
Název pochází ze složeniny španělských slov Punta (v překladu bod) a Arenas (v překladu písek). Městu se též lidově říkalo Perla Pacifiku (španělsky La perla del Pacífico).

## Doprava
Zdejší přístav je nástupní stanicí pro plavbu na Kokosový ostrov.